# Masato Saito
Masato Saito (斉藤 雅人?, Saito Masato; Prefettura di Saitama, 1º dicembre 1975) è un ex calciatore giapponese, di ruolo centrocampista.